# Pogoanele
Pogoanele es una ciudad con estatus de oraș de Rumania en el distrito de Buzău.

## Geografía
Se encuentra a una altitud de 62 m s. n. m. a 96 km de la capital, Bucarest.

## Demografía
Según estimación 2012 contaba con una población de 7 829 habitantes.
| 1948 | 1956 | 1966 | 1977 | 1992  | 2002  | 2012  |
| s/d  | s/d  | s/d  | s/d  | 7 768 | 7 795 | 7 829 |